# Regne de València
El Regne de València és l'antic regne medieval pertanyent a la Corona d'Aragó, fundat per Jaume I i ampliat per Jaume II, que abastava la major part de l'actual territori del País Valencià. Avui en dia el Rei d'Espanya conserva el títol de Rei de València.
Tècnicament, el regne va existir mentre van estar en vigor els Furs de València, a partir del 1261 fins als Decrets de Nova Planta el 1707. No obstant això, la denominació Regne de València es va utilitzar fins al segle xix.

## Formació

### La conquesta

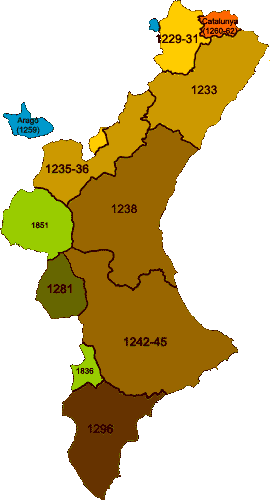
Fases de conquesta del Regne de València fins a l'actual País Valencià

En les Corts de Tortosa de 1225, el rei Jaume I el conqueridor acordà amb la seua noblesa la necessitat d'expansió cap a les terres del sud, aleshores dominades per febles governants àrabs (vegeu Regnes Taifa). El procés de conquesta va començar amb el greu fracàs del setge sobre Peníscola en no comptar amb la presència militar aragonesa.
Una volta conquerides les Illes Balears, els esforços militars de Jaume I es redirigiren cap als territoris islàmics del sud. L'any 1233 es planificà la campanya a Alcanyís, desenvolupada en tres etapes:
- La primera dirigida entre el 1225 i el 1232 a les terres del litoral nord i la frontera amb el Regne d'Aragó, amb el fallit setge de Peníscola i les conquestes d'Ares, Morella, Borriana i Peníscola.
- La segona abasta fins al límit sud de la taifa de València amb la conquesta de València (1238) i les terres planes fins al Xúquer, per a fer-ho les corts generals de Montsó de 1236 van concedir l'ajuda necessària i el papa Gregori IX va donar a l'empresa el caràcter de croada. El Puig es va prendre a l'agost de 1237, amb el fracàs d'una esquadra enviada pel rei de Tunis en auxili de València. Les capitulacions es van signar el 28 de setembre i el rei entrà en la ciutat el 9 d'octubre.
- La tercera fase abasta des de 1243 fins a 1245 i compren des del límit nord de la taifa de Dénia i arriba fins als límits estipulats per a la conquesta entre Aragó i Castella en el Tractat d'Almizra l'any 1244, signat entre Jaume I i l'infant Alfons de Castella per a delimitar les àrees de reconquesta de les Corones de Castella i Aragó. Les terres al sud de la línia Biar-Busot-La Vila Joiosa quedaren reservades per a Castella.

Posteriorment, els territoris del Regne de Múrcia situats al nord de la riba del Segura són incorporats al regne de València per Jaume II després de la Sentència Arbitral de Torrelles (1304) i Elx (1305).

### La creació del regne

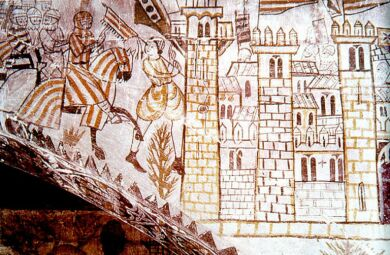
Pintura mural al castell d'Alcanyís que representa l'entrada de Jaume I d'Aragó a València en 1238

La noblesa aragonesa considerava les terres conquerides a València com una prolongació dels seus senyorius. Jaume I, però, tenia un estil polític extratemporani que en l'actualitat es podria anomenar com a federalisme, tal com que es demostrà l'establiment de la Cancelleria de Barcelona, i unes corts privatives per a cada regne, cosa que permeté la creació d'una consciència diferenciadora de cada territori durant el seu regnat. Així, convertí València en un regne propi (1239), formant una entitat política, jurídica, i econòmica pròpia expressada en els Furs de València, les Corts Valencianes, moneda pròpia, i unida dinàsticament a la Corona d'Aragó, fet que va provocar l'airada reacció de la noblesa aragonesa. Per tal de contrarestar la noblesa insubordinada, el rei va afavorir decididament els municipis i la burgesia, i posteriorment atorgà a la Ciutat de València una ordenació política i administrativa: el costum, de caràcter municipal, que va ser revisada l'any 1251. Els Foris et consuetudines Valentiae van ser confirmats pel rei l'any 1271 i es van estendre per tot el regne malgrat l'oposició de la noblesa aragonesa, desitjosa de mantenir la seua legislació, cosa que va generar una pugna foral no resolta fins al 1329 amb el triomf dels furs valencians, i les modificacions que el 1344 van establir el règim de governacions.

### El repoblament

Repoblament entre 1238 i 1425 del Regne de València. En vermells, majoria de catalans. En blaus, minoria de catalans. En blanc, sense repoblament.

El regne va ser repoblat principalment per catalans a la costa i aragonesos a l'interior, encara que durant un temps la població musulmana va continuar sent majoritària. Si abans la llei islàmica havia discriminat cristians i jueus, ara la falta de respecte per part dels cristians envers els pactes i les capitulacions signades amb els mudéjars en la presa de València, en què hi havia el compromís de protegir les riqueses dels musulmans, les seues creences, la seua llengua, la seua legislació, entre d'altres, dugueren a constants tensions socials. L'any 1251, per a aplacar les tensions Jaume I ocupà la ciutat de Xàtiva promulgant un edicte el 22 de setembre amb condicions de rendicions suaus per als musulmans, equivalents a les signades a València. Contraposadament, el papa Climent IV presionava infructuosament a Jaume I perquè esborrara tota presència islàmica al seu regne, coneixedor de les seues profundes conviccions religioses, per restaurar el caràcter cristià de les terres. No va reeixir atès que els musulmans eren una important capa social treballadora difícil de substituir.

### Revoltesmudéjars
Els mudéjars, habitants musulmans del regne de València, van protagonitzar tres revoltes que posaren en greu perill el jove regne, totes elles liderades pel cabdill Al-Azraq. En la primera d'elles (1244), i amb l'ajuda de Castella, s'arribà a independitzar del regne els territoris al sud del Xúquer. En la segona (1248-1258), Al-Azraq estigué a punt de matar Jaume I en una emboscada, però finalment les tropes de la confederació aragonesa recuperaren, sense gaire resistència, totes les places perdudes. Al-Azraq fou capturat i desterrat del regne. Finalment, la tercera revolta (1276), s'estengué per totes les comarques del sud de l'antic regne de València. Al-Azraq fou mort en aquesta revolta, però el seu fill continuà liderant-la.

## Les governacions i el virregnat
El Regne de València va estar dividit en dues governacions després de la incorporació del nord del Regne de Múrcia, la de València i la d'Oriola que corresponia, aquesta darrera, a les terres acabades d'incorporar. La Governació de València estava dividida en tres territoris que corresponien a les governacions de l'antic Regne abans de la dita incorporació: la Governació de Xàtiva o dellà Xúquer, per a la zona compresa entre Xixona i el Xúquer, la Governació de Castelló o dellà Uixó, per al territori al nord de l'Uixó, i el governador de València tenia jurisdicció entre el Xúquer i l'Uixó, a més de la supervisió dels seus lloctinents a Xàtiva i Castelló. Cal remarcar però que durant alguns períodes la Governació de Xàtiva fou independent de la de València i, per tant, aquesta supervisió no va existir.
El 1520, mantenint les governacions, que van perdre gran part de la seua importància política, es va establir el virregnat de València amb el nomenament de Diego Hurtado de Mendoza y Lemos, que fou el detonant de la Revolta de les Germanies.
Els diferents atacs que palesaven la feblesa de la defensa del litoral van fer crear el 1594 el Batalló de la Milícia Efectiva del Regne de València, un exèrcit defensiu del regne, amb deu mil homes destinats a respondre a qualsevol atac, però amb l'expulsió dels moriscos el 1609, quan es van expulsar unes 135.000 persones al Regne de València, un 33%-34% de la població. Poc després encara va tenir lloc la Revolta de l'Espadà, però el suport i informació que donaven als assaltants, la quantitat i virulència dels atacs va baixar, i el batalló va anar reduint la seva mida amb els anys.

## Política contemporània
Durant la Guerra de Successió Espanyola, tot i que en un primer moment van donar suport a Felip de Borbó, després de 1705, els estats de la Corona d'Aragó s'alinearen amb el pretendent Carles d'Àustria, que oferia garanties sinceres de respecte a les llibertats tradicionals, i fou proclamat rei de València a Dénia el 17 d'agost del 1705.
Els Decrets de Nova Planta del 1707 van substituir les dues governacions del regne per onze corregiments amb facultats executives i judicials, però el nom "Regne de València" es va continuar utilitzant per referir-se al territori valencià, per exemple a les Corts de Cadis. Amb la divisió provincial espanyola, el 1833, el mot va acabar desapareixent, substituït pel de "Regió Valenciana".
Amb la Transició espanyola el moviment blaver va voler recuperar el terme "Regne de València", per tal de denominar així l'actual Comunitat Valenciana, en contraposició del terme País Valencià. És açò, fonamentalment, el que ha generat un fort criticisme vers aquest terme. En l'actualitat, en terminologia acadèmica s'utilitza el terme "Regne de València" per referir-se únicament al període 1238-1707.